# عقداء شعثاء
العَقداء الشعثاء نوع نباتي يتبع جنس العَقداء من الفصيلة السفندرية.

## الموئل والانتشار
تنتشر في شرق الولايات المتحدة.